# Mullerthal
Mullerthal (en luxemburguès: Mëllerdall; en alemany: Müllerthal) és una vila de la comuna de Waldbillig, situada al districte de Grevenmacher del cantó d'Echternach. Està a uns 23 km de distància de la ciutat de Luxemburg.

## Història
La vila ha donat el seu nom a la regió on es troba, coneguda com a Petita Suïssa luxemburguesa.
Als pujols, a la vora del poble, es troben les ruïnes del "Heringerburg", un antic castell. Al sud de Mullerthal, per sota un petit pont, es pot veure la "Schiessentümpel", que és la cascada més alta del país 1.
L'esquelet d'un home prehistòric va ser descobert el 1935 en un refugi sota una roca, l'Home de Loschbour.